# 山形新聞放送会館

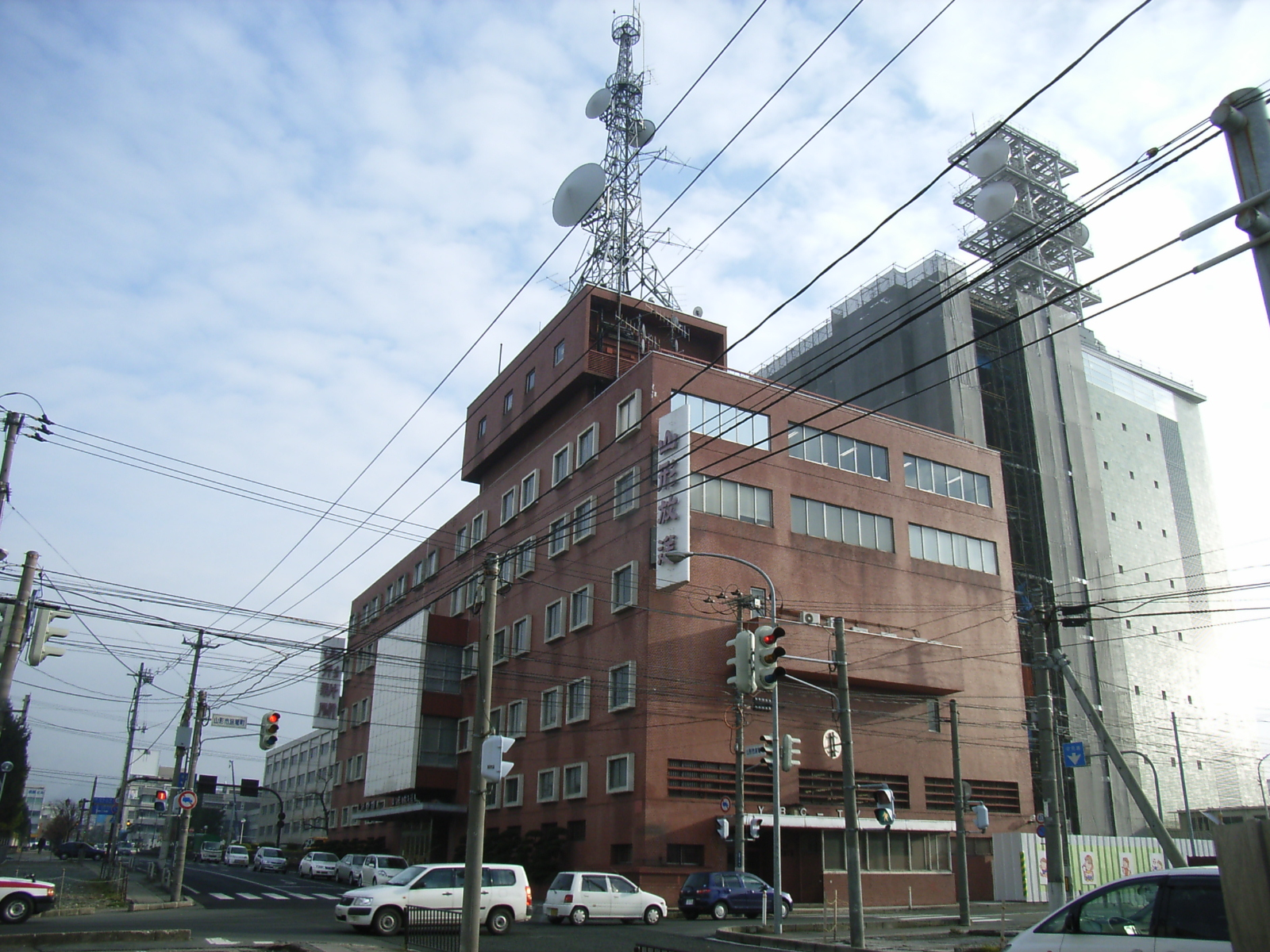
2005年12月撮影。右隣(ほぼ南側)に、建築中の山形メディアタワーが見える

山形新聞放送会館（やまがたしんぶん・ほうそうかいかん）は山形県山形市旅篭町2-5にあった山形新聞・山形放送（YBC）の共同所有するビルディングである。

## 沿革
1960年（昭和35年）、山形放送（YBC）のテレビ放送開始に合わせて山形市旅篭町に竣工。テレビ・ラジオのスタジオや新聞印刷工場、更には公開ホール（山新テレビホール）をも集約した総合メディア発信機能を担う施設として建設。なお、移転前は山形市七日町に本社が置かれていた。
新聞印刷の際に発生する輪転機の振動により、放送業務への影響・精密機器の故障の発生が危惧された事から実際には新聞社屋と放送社屋が別に立てられ、それを壁で同一の建物の様に見せていた。
1976年（昭和51年）の山形新聞創刊100周年記念事業として8階建ての新館が竣工。面積100坪のテレビスタジオが新たに設けられた。山形新聞・山形放送・山新観光等の本社屋の他に、共同通信山形支局、県内主要団体の事務所や専門学校等のテナント、また文化施設としてコンサートホール等が設置されていた。
山形県縦断駅伝競走大会のゴール地点としても知られていたが、施設老朽化や周辺の再開発、並びに2006年（平成18年）の山形新聞創刊130年記念の一環として、当社屋近隣に最新鋭の新聞・放送技術を導入した新社屋「山形メディアタワー」が2003年（平成15年）から建設を開始。「山形メディアタワー」は2006年（平成18年）に竣工し、新社屋に山形新聞・山形放送の全ての機能を移転、旧館は同年秋に解体され、跡地は道路拡張となった。